# Loudrefing
Loudrefing là một xã trong vùng hành chính Lothringen, thuộc tỉnh Moselle, quận Château-Salins, tổng Albestroff. Tọa độ địa lý của xã là 48° 51' vĩ độ bắc, 06° 52' kinh độ đông. Loudrefing nằm trên độ cao trung bình là 235 mét trên mực nước biển, có điểm thấp nhất là 223 mét và điểm cao nhất là 272 mét. Xã có diện tích 23 km², dân số vào thời điểm 1999 là 306 người; mật độ dân số là 13 người/km². Loudrefing nằm 10 km về phía nam của Albestroff, thuộc Pháp từ năm 1766.

## Thông tin nhân khẩu
| 1962 | 1968 | 1975 | 1982 | 1990 | 1999 |
| ---- | ---- | ---- | ---- | ---- | ---- |
| 313  | 327  | 310  | 315  | 312  | 306  |